# Wangzishu Xiang
Wangzishu Xiang (kinesiska: 王子树, 王子树乡) är en socken i Kina. Den ligger i provinsen Yunnan, i den sydvästra delen av landet, omkring 470 kilometer väster om provinshuvudstaden Kunming. Antalet invånare är 13 976. Befolkningen består av 6 716 kvinnor och 7 260 män. Barn under 15 år utgör 22,0 %, vuxna 15-64 år 70 %, och äldre över 65 år 6,0 %.
Genomsnittlig årsnederbörd är 1 577 millimeter. Den regnigaste månaden är juli, med i genomsnitt 440 mm nederbörd, och den torraste är januari, med 4 mm nederbörd.